# Zbigniew Osztab
Zbigniew Osztab (ur. 5 października 1950 w Rudzie Różanieckiej k. Narola) – polski bokser, dwukrotny wicemistrz Polski.
Zdobył srebrny medal w wadze lekkiej (do 60 kg) na pierwszych  mistrzostwach Europy juniorów w 1970 w Miszkolcu. Był to jedyny medal zdobyty przez Polaka na tej imprezie. 
Był wicemistrzem Polski w wadze lekkopółśredniej (do 63,5 kg) w 1971 i 1972 oraz brązowym medalistą w wadze lekkiej w 1969. Zdobył również mistrzostwo Polski juniorów w wadze lekkiej w 1967 i 1968
W 1971 dwukrotnie wystąpił w reprezentacji Polski, obie walki przegrywając. W 1968 dwukrotnie wygrał swe pojedynki w meczach reprezentacji Polski juniorów.